# Mistrzostwa NCAA Division II w zapasach
Zawody zapaśnicze drugiej co do znaczenia dywizji NCAA, czyli NCAA Division II. Turniej rozrywany od 1963 roku. Do finału kwalifikuje się trzydziestu najlepszych zawodników (w każdej kategorii wagowej) z sześciu regionalnych turniejów „Super Regional”. (wcześniej: szesnastu najlepszych z czterech turniejów).
Ośmioro najlepszych zawodników w każdej wadze zdobywa tytuł All-American.

## Edycje zawodów
| Rok  | Miasto           | Organizator                                 | Zwycięzca                                 | Outstanding Wrestler              |
| ---- | ---------------- | ------------------------------------------- | ----------------------------------------- | --------------------------------- |
| 1963 | Cedar Falls      | University of Northern Iowa                 | Western Colorado University               | ----                              |
| 1964 | Cedar Falls      | University of Northern Iowa                 | Western Colorado University               | ----                              |
| 1965 | Golden           | Colorado School of Mines                    | Minnesota State University, Mankato       | ----                              |
| 1966 | Mankato          | Minnesota State University, Mankato         | California Polytechnic State University   | Warren Crow (Great Danes)         |
| 1967 | Wilkes-Barre     | Wilkes University                           | Portland State University                 | Rick Sanders (Vikings)            |
| 1968 | Mankato          | Minnesota State University, Mankato         | California Polytechnic State University   | Rick Sanders (Vikings)            |
| 1969 | San Luis Obispo  | California Polytechnic State University     | California Polytechnic State University   | Carl Ragland (Monarchs)           |
| 1970 | Ashland          | Ashland University                          | California Polytechnic State University   | Terry Hall (Mustangs)             |
| 1971 | Fargo            | North Dakota State University               | California Polytechnic State University   | Stan Dziedzic (Slippery Rock)     |
| 1972 | Oswego           | State University of New York at Oswego      | California Polytechnic State University   | Wade Schalles (Golden Eagles)     |
| 1973 | Brookings        | South Dakota State University               | California Polytechnic State University   | Larry Morgan (Mustangs)           |
| 1974 | Fullerton        | California State University, Fullerton      | California Polytechnic State University   | Floyd Hitchcock (Huskies)         |
| 1975 | East Stroudsburg | East Stroudsburg University of Pennsylvania | University of Northern Iowa               | Randy Batten (Mocs)               |
| 1976 | Fargo            | North Dakota State University               | California State University, Bakersfield  | Rick Jensen (Jackrabbits)         |
| 1977 | Cedar Falls      | University of Northern Iowa                 | California State University, Bakersfield  | Franc Affentranger (Roadrunners)  |
| 1978 | Cedar Falls      | University of Northern Iowa                 | University of Northern Iowa               | John Azevedo (Roadrunners)        |
| 1979 | Brookings        | South Dakota State University               | California State University, Bakersfield  | Joe Gonzales (Roadrunners)        |
| 1980 | Omaha            | University of Nebraska Omaha                | California State University, Bakersfield  | Brian Parlet (AVikings)           |
| 1981 | Davis            | University of California–Davis              | California State University, Bakersfield  | Dan Cuestas (Roadrunners)         |
| 1982 | Kenosha          | University of Wisconsin–Parkside            | California State University, Bakersfield  | Mike Langlais (State Bison)       |
| 1983 | Fargo            | North Dakota State University               | California State University, Bakersfield  | Jessie Reyes (Roadrunners)        |
| 1984 | Baltimore        | Morgan State University                     | Southern Illinois University Edwardsville | John Davis (Bears)                |
| 1985 | Fairborn         | Wright State University                     | Southern Illinois University Edwardsville | Koln Knight (Vikings)             |
| 1986 | Edwardsville     | Southern Illinois University Edwardsville   | Southern Illinois University Edwardsville | Koln Knight (Vikings)             |
| 1987 | Edwardsville     | Southern Illinois University Edwardsville   | California State University, Bakersfield  | Daryl Pope (Roadrunners)          |
| 1988 | Omaha            | University of Nebraska Omaha                | North Dakota State University             | Carlton Haselrig (Mountain Cats)  |
| 1989 | California       | California University of Pennsylvania       | Portland State University                 | Dan Russell (Vikings)             |
| 1990 | Kenosha          | University of Wisconsin–Parkside            | Portland State University                 | Dan Russell (Vikings)             |
| 1991 | Fargo            | North Dakota State University               | University of Nebraska Omaha              | Dan Russell (Vikings)             |
| 1992 | Greeley          | University of Northern Colorado             | University of Central Oklahoma            | Mike Leberknight (Bears)          |
| 1993 | Brookings        | South Dakota State University               | University of Central Oklahoma            | Glen Frank (Orediggers)           |
| 1994 | Pueblo           | Colorado State University–Pueblo            | University of Central Oklahoma            | Brian Melchiori (Bronchos)        |
| 1995 | Kearney          | University of Nebraska at Kearney           | University of Central Oklahoma            | Brian Kapusta (State Bison)       |
| 1996 | Greeley          | University of Northern Colorado             | University of Pittsburgh at Johnstown     | Chad Lamer (Jackrabbits)          |
| 1997 | Fargo            | North Dakota State University               | San Francisco State University            | Nate Hendrickson (Dragons)        |
| 1998 | Pueblo           | Colorado State University–Pueblo            | North Dakota State University             | Travis King (Jackrabbits)         |
| 1999 | Omaha            | University of Nebraska Omaha                | University of Pittsburgh at Johnstown     | Jody Strittmatter (Mountain Cats) |
| 2000 | Brookings        | South Dakota State University               | North Dakota State University             | Kris Nelson (Bison)               |
| 2001 | Greeley          | University of Northern Colorado             | North Dakota State University             | Steve Saxlund (Bison)             |
| 2002 | Kenosha          | University of Wisconsin–Parkside            | University of Central Oklahoma            | Todd Fuller (Bison)               |
| 2003 | Wheeling         | West Liberty University                     | University of Central Oklahoma            | Cole Province (Bronchos)          |
| 2004 | Mankato          | Minnesota State University, Mankato         | University of Nebraska Omaha              | Waylon Lowe (Oilers)              |
| 2005 | Omaha            | University of Nebraska Omaha                | University of Nebraska Omaha              | Tom Meester (Vikings)             |
| 2006 | Findlay          | University of Findlay                       | University of Nebraska Omaha              | Les Sigman (Omaha)                |
| 2007 | Kearney          | University of Nebraska at Kearney           | University of Central Oklahoma            | J.D. Naig (Omaha)                 |
| 2008 | Cedar Rapids     | Upper Iowa University                       | University of Nebraska at Kearney         | Cody Garcia (Omaha)               |
| 2009 | Houston          | ----                                        | University of Nebraska Omaha              | Joe Kemmerer (Golden Bears)       |
| 2010 | Omaha            | University of Nebraska Omaha                | University of Nebraska Omaha              | Shane Valko (Mountain Cats)       |
| 2011 | Kearney          | University of Nebraska at Kearney           | University of Nebraska Omaha              | Donovan McMahill (Mountaineers)   |
| 2012 | Pueblo           | Colorado State University–Pueblo            | University of Nebraska at Kearney         | Luke McPeek (Grizzlies)           |
| 2013 | Birmingham       | ----                                        | University of Nebraska at Kearney         | Shamus O’Grady (Huskies)          |
| 2014 | Cleveland        | ----                                        | Notre Dame College                        | Casy Rowell (Bronchos)            |
| 2015 | Saint Louis      | Maryville University                        | St. Cloud State University                | Chris Watson (Bronchos)           |
| 2016 | Sioux Falls      | ----                                        | St. Cloud State University                | Joey Davis (Falcons)              |
| 2017 | Birmingham       | University of Alabama in Huntsville         | Notre Dame College                        | DeAndre’ Johnson (Saints)         |
| 2018 | Cedar Rapids     | Upper Iowa University                       | St. Cloud State University                | Nick Becker (Rangers)             |
| 2019 | Cleveland        | ----                                        | St. Cloud State University                | Shane Ruhnke (Marauders)          |
| 2020 | Sioux Falls      | ----                                        | Pandemia COVID-19 – zawody odwołane       |                                   |
| 2021 | Saint Louis      | ----                                        | St. Cloud State University                | Lucas Martin (Fighting Falcons)   |
| 2022 | Saint Louis      | Maryville University                        | University of Nebraska at Kearney         | Darrell Mason (Mavericks)         |
| 2023 | Cedar Rapids     | Upper Iowa University                       | University of Central Oklahoma            | Josiah Rider (Grizzlies)          |
| 2024 | Park City        | Newman University                           | University of Central Oklahoma            | Derek Blubaugh (Greyhounds)       |
| 2025 | Indianapolis     | University of Indianapolis                  | University of Nebraska at Kearney         |                                   |

## Liczba tytułów
(do 2025)
| Liczba wygranych | Szkoła                                    | Zespół        |
| ---------------- | ----------------------------------------- | ------------- |
| 9.               | University of Central Oklahoma            | Bronchos      |
| 8.               | California State University, Bakersfield  | Roadrunners   |
| 8                | California Polytechnic State University   | Mustangs      |
| 7.               | University of Nebraska Omaha              | Mavericks     |
| 5.               | St. Cloud State University                | Huskies       |
| 5.               | University of Nebraska at Kearney         | Lopers        |
| 4.               | North Dakota State University             | Bison         |
| 3.               | Portland State University                 | Vikings       |
| 3.               | Southern Illinois University Edwardsville | Cougars       |
| 2.               | Western Colorado University               | Mountaineers  |
| 2.               | University of Northern Iowa               | Panthers      |
| 2.               | University of Pittsburgh at Johnstown     | Mountain Cats |
| 2.               | Notre Dame College                        | Falcons       |
| 1.               | Minnesota State University, Mankato       | Mavericks     |
| 1.               | San Francisco State University            | Gators        |